# Могочино
Мого́чино — село в Молчановском районе Томской области. Административный центр Могочинского сельского поселения.

## География
Расположено на 1155 км правого берега Оби. На картах XX в. отмечается Магочинский яр.

## История

### Селькупы
Исторический населённый пункт южных селькупов (группа тюйкум) — юрты Магочины (Магоджины). Одно из крупнейших селькупских поселений на участке между верхним устьем Чаи и устьем Чулыма. Коренные жители — селькупы Сойгоровы / Сойгуровы, Таткины, Курчаевы, Елиновы / Елеевы, Чигиновы, Реткумовы, Магочины / Магоджины / Могочины. В 1897: 37 хозяйств — 57 селькупов и 142 русских жителя. Населённый пункт относился к Кортульской инородческой волости.
Зафиксированное селькупское название — Уарх йед, Варӷэ́д, буквально «большая деревня».
Датой основания принято считать 1726 год. Русское название из южноселькупского Магочэт. Значение слова магоч не установлено.

#### Археология
Могочинские курганы, всего 6, расположены около Могочино, на правом берегу Оби. Волохские курганы, расположенные у дер. Волох, на речке Анге, соединяющей протоку Оби, Кривую Луку, с речкой Сулзат. От Кривой Луки до дер. Волох по Анге 8 км, вся длина Анги 12 км.

### Позднее время
Официальный статус Могочина — село. C 1933 по 1992 г. оно имело статус рабочего посёлка, т.к. с 1925 года действовал крупный лесозавод. Начало приватизации лесозавода 1993-1994 году совпало с истощением сырьевой базы на Чулыме. Новое руководство не смогло обеспечить лесозавод сырьём и надёжными партнерами для продажи продукции, завод стал постепенно сворачивать деятельность, пока в 2002 году не исчез окончательно.

### Монастырь
В 1989 году в Могочине был основан Свято-Никольский женский монастырь, тогда же в урочище Волок в нескольких километрах от Могочина возник Преображенский мужской монастырь. В 2020 году между монастырями обозначился конфликт — мужской монастырь на протяжении 25 лет не имел собственного храма и келий, а женский не имел земли для ведения подсобного хозяйства. Из-за этого мужчины-монахи жили в отдельном крыле женского монастыря, а хозяйство совместно вели на Волоке. После смерти основателя мужского монастыря и лидера всей православной общины Могочина отца Иоанна епархиальное духовенство обратило внимание на такое несоответствие уставу, новый настоятель мужского монастыря распорядился переселить всех монахов на Волок и не пускать сюда женщин, женскому монастырю выделили землю в границах Могочина. 

## Население
В 1926 году деревня Могочина состояла из 199 хозяйств, основное население — русские. Центр Могочинского сельсовета Молчановского района Томского округа Сибирского края.
| 1920  | 1926  | 1959  | 1970  | 1979  | 1989  | 2002  |
| ----- | ----- | ----- | ----- | ----- | ----- | ----- |
| 339   | ↗634  | ↗8574 | ↘7289 | ↘6060 | ↘4353 | ↘3182 |
| 2008  | 2010  | 2012  | 2013  | 2014  | 2015  | 2021  |
| ↘2940 | ↘2564 | ↘2547 | ↗2555 | ↘2535 | ↘2496 | ↘2447 |

## Русская православная церковь
- Свято-Никольский монастырь[25]

## Известные жители и уроженцы
- Алифирова, Валентина Михайловна — доктор медицинских наук, профессор.
- Омельчук, Анатолий Константинович — советский и российский писатель, журналист, краевед.
- Ульянова, Елена Захаровна — российский политик и медиаменеджер.